# Мицик Роман
Рома́н Ми́цик (10 квітня 1909, с. Верхнє Синьовидне, Сколівський район, Львівська область — 15 лютого 1996, м. Чикаго, США) — український економічний діяч, активний член ОУН. Брат Івана Мицика.

## Біографія
У березні 1929 року як член Української Військової Організації разом з Ярославом Любовичем здійснив невдалу спробу пограбувати листоношу. Був засуджений на 7 років.
Один з організаторів і директорів Промбанку у Львові (1936–1939).
У 1939–1941 роках створив Український банк в Ярославі з філіями у Кракові та Любліні, фінансовий референт Українського центрального комітету, директор кооперативного банку «Дністер» (1941–1943).
Після Другої світової війни в Українському вільному університеті в Мюнхені закінчив навчання зі званням маґістра економічних наук. Згодом на еміграції в США. Активний у кооперативному русі та «Пласті» , довголітній директор Федеральної кредитної спілки «Самопоміч» у Чикаґо.
Помер у Чикаґо, похований на кладовищі Святого Миколая.